# De tre skolekammerater
De tre skolekammerater er en dansk spillefilm fra 1944. Filmens manuskript blev skrevet af Poul Toft-Nielsen og Carl Henrik Clemmensen, og blev instrueret af Arne Weel, men afsluttet af Johan Jacobsen.

## Handling
Tre gamle skolekammerater mødes som modne mænd ved deres skoles 100-års jubilæum. Eyvind Carstens er nu en anset dommer, Herluf Steen er direktør for et stort glasværk, og Ove Lund er indehaver af et bogtrykkeri. De tilbringer en festlig aften på deres gamle kostskole og glæder sig over gensynet med den elskelige rektor Blom, som altid har fulgt sine gamle drenges færden ude i livet med den varmeste interesse.
Én af de tre gamle skolekammerater er blevet en hård forretningsmand, men udvikler sig hen ad vejen til "et menneske".

## Medvirkende
- Olaf Ussing
- Ejner Federspiel
- Poul Reumert
- Valdemar Møller
- Eva Heramb
- Helga Frier
- Jørn Jeppesen
- Mogens Brandt
- Hans Egede Budtz
- Tavs Neiiendam
- Einar Juhl